# 워싱턴야자
워싱턴야자(Washingtonia filifera) 또는 사막부채야자, 캘리포니아부채야자, 또는 캘리포니아야자는 미국 남서부와 멕시코의 바하칼리포르니아주 원산의 종려과 속씨식물이다. 15~20m, 너비 3~6m까지 자라며, 나무와 같은 성장 습성을 가진 상록수 외떡잎식물이다. 튼튼하고 기둥 모양의 줄기와 밀랍 모양의 부채꼴 모양 잎이 있다.

## 갤러리

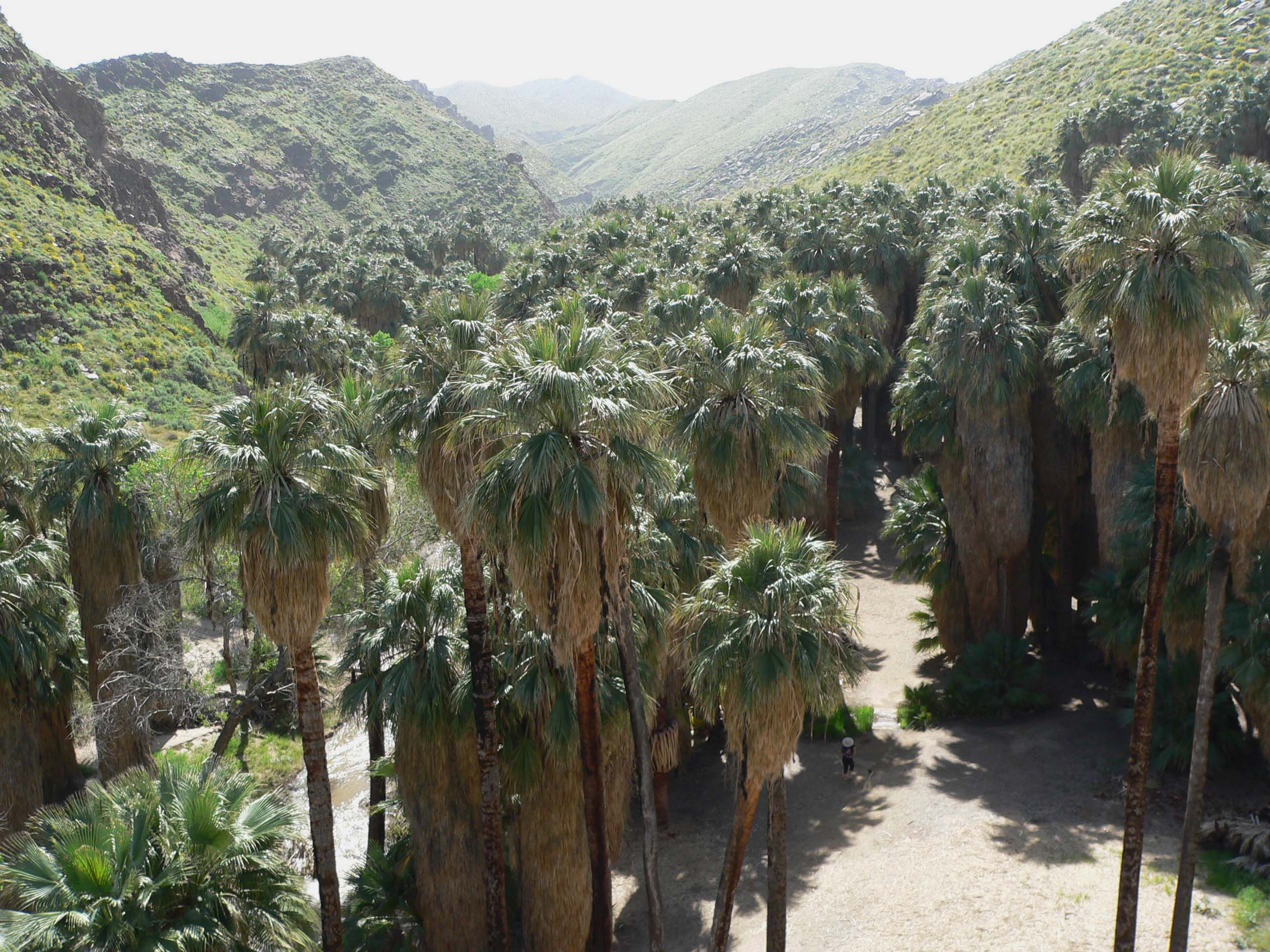
산타로사 및 샌재신토산맥 국립기념물의 워싱턴야자
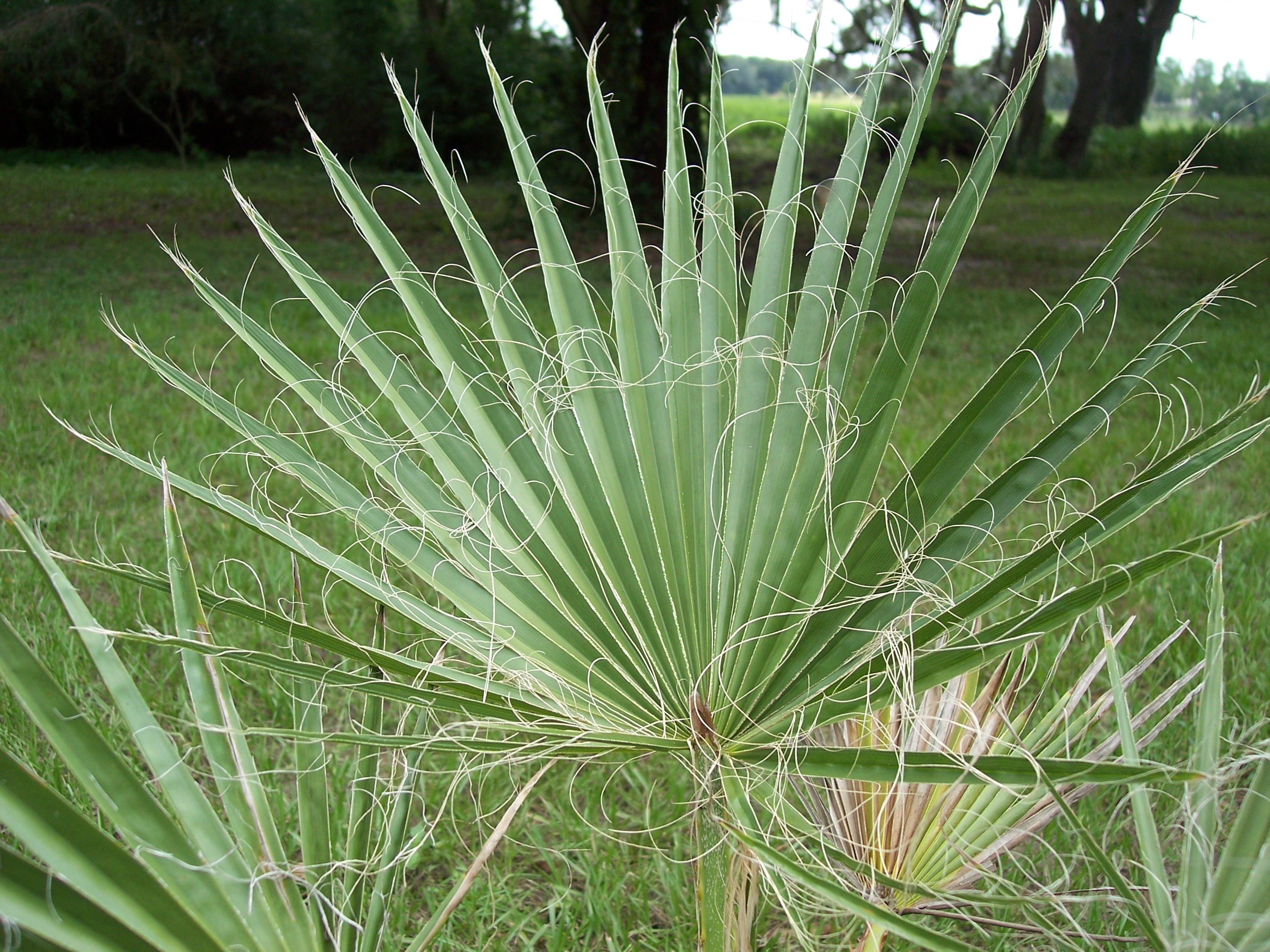
워싱턴야자수 잎사귀.
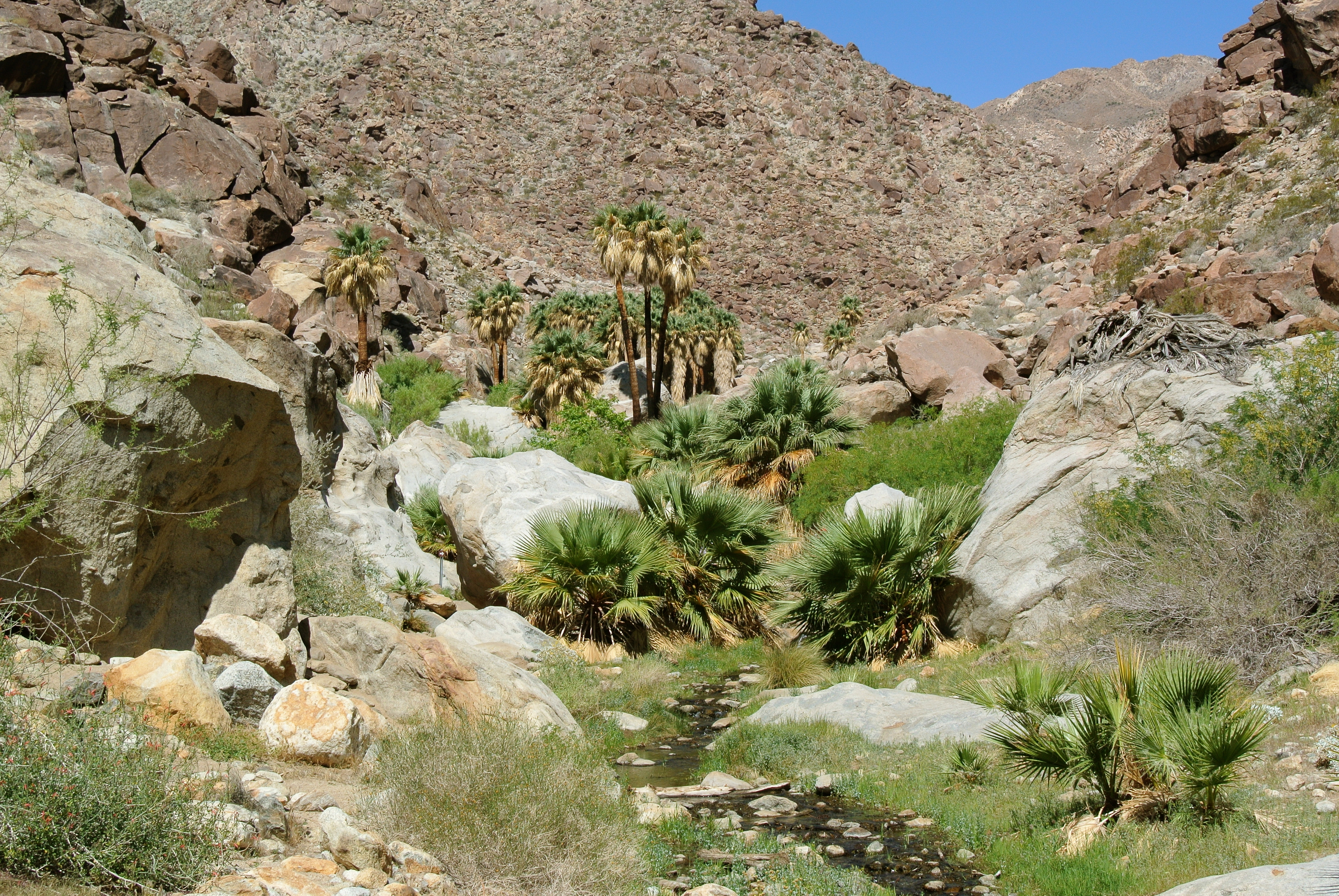
안자-보레고 사막 주립공원의 워싱턴야자.
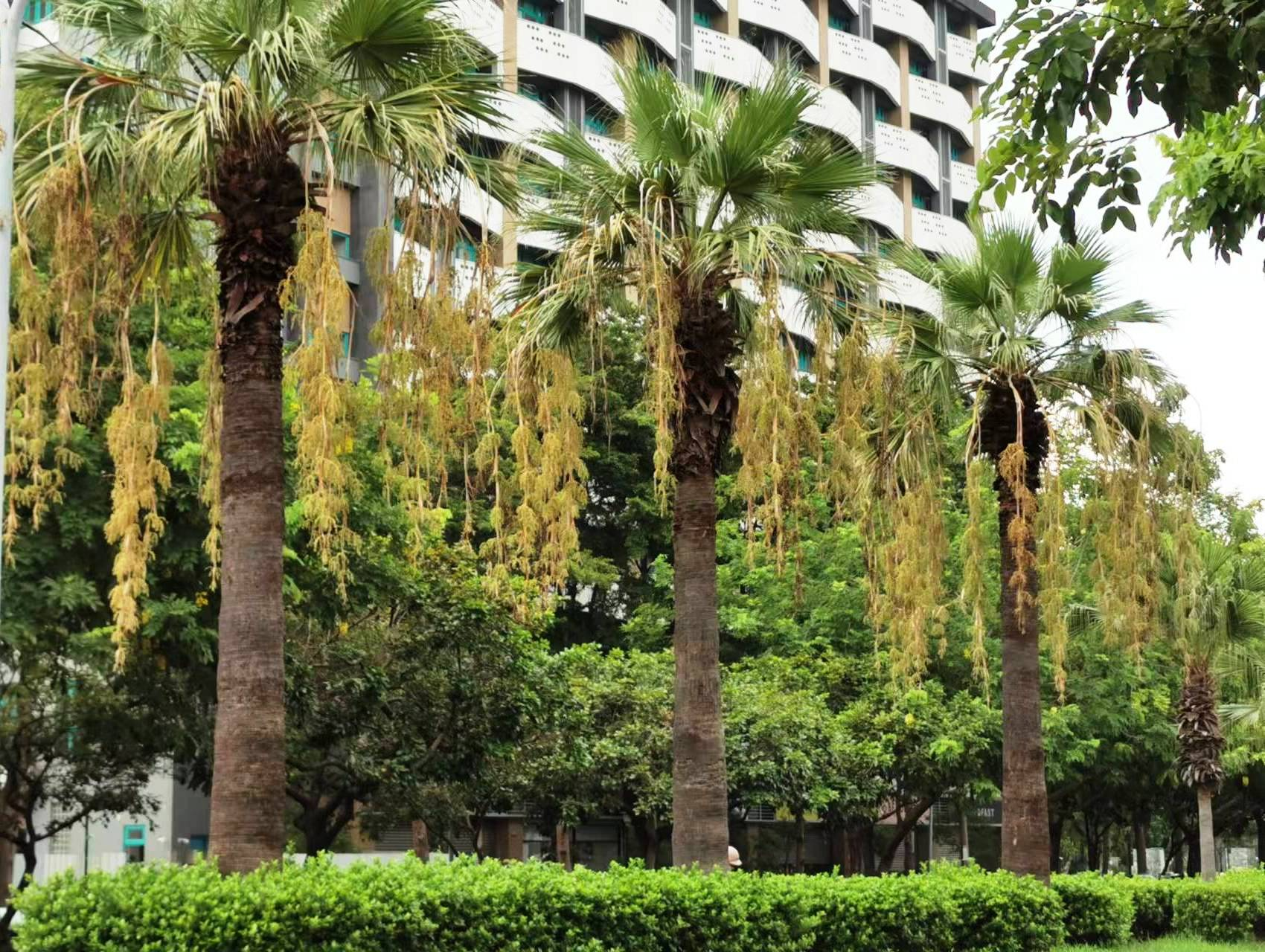
꽃차례 및 결실기의 워싱턴야자